# Anastrophyllum bidens
Anastrophyllum bidens là một loài rêu trong họ Anastrophyllaceae. Loài này được Reinw., Blume & Nees Stephani mô tả khoa học đầu tiên năm 1901.